# Vincent-Marie Viénot de Vaublanc
Vincent-Marie Viénot de Vaublanc, född 2 mars 1756 i Fort Dauphin på ön Hispaniola (i dag Fort-Liberté i Haiti), död 21 augusti 1845 i Paris. Fransk politiker och författare med katolska och rojalistiska tendenser. Inrikesminister 1815 till 1816 under kung Ludvig XVIII av Frankrike.
Under sin politiska karriär kom Viénot de Vaublancs bland annat i kontakt med kung Ludvig XVI, Paul de Barras, Napoleon, greven av Artois, senare känd som Karl X av Frankrike, samt alltså Ludvig XVIII. Viénot de Vaublancs förklarades fredlös och efterlystes fyra gånger av olika politiska regimer, men blev aldrig arresterad, och lyckades varje gång tas till nåder. Genom sitt liv var han först monarkistisk ledamot under den franska revolutionen och sedan igen under direktoriet, efterlyst under skräckväldet, prefekt under Napoleon, inrikesminister under Ludvig XVIII och, mot slutet av sitt politiska liv, ultra-rojalistisk parlamentariker.
I Frankrikes historia är han känd för en glödande politisk retorik, sin kontroversiella reform av Franska akademien 1816 och ett omfattande politiskt författarskap.
Viénot de Vaublancs var alltså en betydande bakgrundsgestalt utmärkande för denna omvälvande period i Frankrikes historia. Han var länge moderat anhängare av revolutionens förnyelser, men avslutade sitt politiska liv under Restaurationen 1815–1830 som kontrarevolutionär extremist.

## Traditionell militär träning under den gamla regimen

Familjen Vaublancs vapensköld.

Vincent-Marie Viénot de Vaublanc var den äldste sonen till en adlig familj i Burgund. Vid hans födelse och under hans barndom familjen bodde i Saint-Domingue då fadern, general Vivant-François Viénot de Vaublanc, var stationerad där som kommendant. Majorens son var sju år när han besökte Frankrike för första gången.
Han gick på kadettskolan La Flèche och därefter Paris militärskola mellan 1770 och 1774. Innan han avslutade sin utbildning tilldelade greven av Provence, den framtida Ludvig XVIII, honom Saint-Lazareordern.
Han var fänrik i La Sarre-regementet, som tillhörde hertig av La Rochefoucauld, där hans farbror Karl var överstelöjtnant mellan 1776 och 1782. Han kom successivt till garnisonerna i Metz, Rouen och Lille innan han fick order att åka till Saint-Domingue där vissa familjeangelägenheter väntade honom.
I Saint-Dominingue gifte han sig med Charlotte de Fontenelle som han fick en dotter med. Han återvände till Frankrike 1782 och köpte en tjänst som löjtnant i Dammarie-les-Lys (som ligger i utkanten av Melun) från en fransk marskalk. Samtidigt köpte han ett hus i området. Då han tillträdde sin tjänst skulle han lösa eventuella tvister mellan folket och på så vis lärde han känna många av regionens adelsmän. Han fick i kraft av sin ställning även tid att odla jordbruk, litteratur och konst.

## Övergång till politiken under den franska revolutionen

### Första lokala ställningen under generalständernas inkallelse
Vaublanc gick först in i politiken för att han var entusiastisk över de nya idéer som den franska revolutionen förde med sig. Han var medlem i Meluns adliga fögderi 1789. Under Louis-Marthe de Gouy d'Arsys (hög fogde i Melun) ordförandeskap, var han också sekreterare i församlingen. Den berömda seglaren och upptäcktsresanden Louis Antoine de Bougainville ingick också i den församlingen. Avsikten var att utarbeta en ”Cahiers de doléances” (klagobok) till kungen och att utse en talesman för generalständerna. Kungen stödde Fréteau de Saint Justs kandidatur. Fréteau de Saint Just var därefter ledamot av Frankrikes konstituerande församling.
År 1790 blev Vaublanc först medlem, och därefter ordförande i Seine-et-Marnes landsting. Hans kontor gav honom rätt att förfoga över förvaltningsrådet Seine-et-Marne.

### Den förlorade kampen mot jakobinerna under den lagstiftande församlingen
När den konstituerande församlingen upplöstes bildades valkretsar för att välja nya företrädare. Vaublanc valdes i Seine-et-Marne. Den 1 september 1791 blev han Seine-et-Marnes åttonde företrädare (på en lista med elva) till den lagstiftande församlingen med 273 röster av 345. Det nya riksdagsledamöterna var främst nybörjare eftersom medlemmarna av den konstituerande församlingen var trogna sina löften att inte ställa upp igen. Därför var Vaublanc en av de få parlamentarikerna som var förtrogna med frågor såsom franska Västindien.

### Hos Feuillanterna
Från det första mötet gjorde han själv känd när han läste ett tal där han fördömde de dåliga förhållanden i vilka Ludvig XVI skulle tas emot av parlamentet dagen efter. Efter dessa uttalanden valde ett i huvudsakligen rojalistiskt parlament honom till vicepresident mellan den 3 och 15 november 1791, med 104 röster (jämfört med 92 för Brissot – en av girondisternas ledare). Han blev därefter ordförande mellan den 15 och 28 november 1791.
Den 29 november fick Vaublanc i uppdrag att skriva ett brev och bad kungen att dra in det veto han använt mot parlamentets dekret den 9 november. Dekretet skulle sätta stopp för den massinvandring (som bland annat stöddes av prästerna och adeln) genom att hota de tyska furstarna med repressalier om de fortsätter att hysa prinsens armé (greven av Artois och prinsen av Condé). Parlamentet var så nöjt med hans arbete att det, mot bruket, bad honom om att i täten för 24 parlamentsledamöter personligen läsa brevet för kungen. Ludvig XVI sade att han noga skulle överväga parlamentets budskap och några dagar senare personligen komma för att informera om vilket beslut han fattat.
Vid detta tillfälle skapade Vaublanc sig ett namn genom att inför parlamentet påpeka att ”kungen bugade sig först och att han bara gjorde det i gengäld”. Anekdoten avslöjar en maktförskjutning som blev resultatet av konstitutionen: den lagstiftande makten representeras av den lagstiftande församlingen har betydligt mer makt än den verkställande makten, som förkroppsligad av Ludvig XVI inte var mer än ”fransmännens kung”.
Vaublanc stödde rojalisterna som gynnade en konstitution och gick med i Feuillantklubben liksom 263 andra kollegor (av 745 parlamentsledamöter). Han var tillsammans med Jacques Claude Beugnot och Mathieu Dumas en av parlamentets chefer.

### Monarkins oundvikliga fall
Vaublanc deltog 1792 för att hjälpa till att försvara greve Rochambeau framför församlingen och få hans frikännande. 
Han var med flertalet i parlamentet då de försökte avskaffa slaveriet i Antillerna. Men i sitt tal den 20 mars 1792 varnade han de mest extrema abolitionisterna som Brissot att de hade dåligt kunskap om livet i kolonierna, och att de riskerade inbördeskrig om man tog hänsyn till de många olika raser och socialgrupper som Saint-Domingues befolkningen bestod av. Han stödde också lagen av den 4 april 1792 som gjorde ”alla färgade män och negrer som var fria” till medborgare. Under mötet den 10 april talade han för en gradvis avveckling av handeln med svarta i kolonierna, i exempelvis Danmark och Storbritannien.
Den 8 maj 1792 talade han alltså inför parlamentet: ”Om herrarna kommer att rädda konstitutionen, så kommer det bara att lyckas genom att göra upp i fraktionerna och deras anhängare, bara genom att kämpa för lagen, bara för att falla på den och på den och, jag kommer inte att vara den sista som faller med er för att det träder i kraft. Tro mig, det herrar …”

### Till Lafayettes försvar

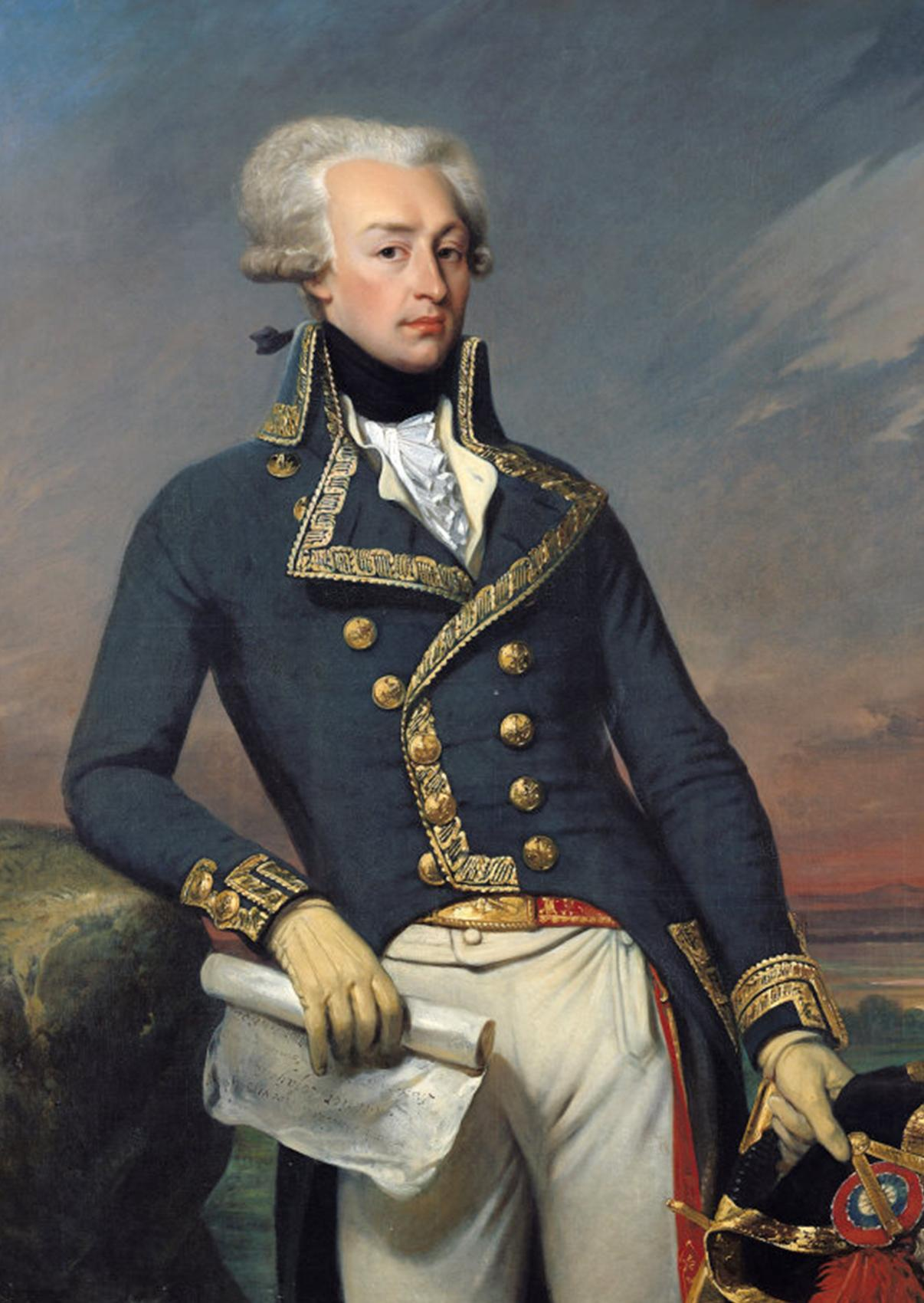
Gilbert du Motier, markis av Lafayette

Efter händelserna den 20 juni 1792, begav sig Lafayette till Paris den 28 juni för att övertala kungen att lämna huvudstaden och leda sina trupper, som samlades i norr. I täten för nationalgardet försökte han stänga klubbarna, men misslyckades delvis på grund av att domstolen vägrade följa honom. Som reaktion på det beslutade den vänstra delen av parlamentet att föreslå ett dekret att åtala Lafayette för landsförräderi.
Den 8 augusti 1792 talade Vaublanc, som var berörd och chockad av händelserna, inför parlamentet där han trots jakobinernas högljudda protester modigt försvarade general Lafayette, som i ett dekret anklagats för att ha begått brott mot konstitutionen. Med hjälp av Quatremère de Quincy lyckades Vaublanc att få 200 (enligt hans egen räkning) neutrala centrumparalmentariker att stödja hans sak. Tack vare 406 röster av 630 friades Lafayette.
Då ett trettiotal parlamentariker, däribland Vaublanc, kom ut efter mötet, hotades de, skälldes ut och jagades bort av folkmassan som hade följt debatterna.
Några av dessa parlamentariker skyddades även av vakterna i det kungliga palatset. Från palatset smög de ut genom fönstren. Hippolyte Taine berättade: ”Vad Lafayettes största förespråkare, Herr de Vaublanc, angår blev han attackerad tre gånger. Han har därför inte återvänt hem. Men dårar trängde sig in i hans hus och skrek att åttio medborgare måste dö för deras hand och att han skulle vara den första, tolv man gick upp i hans lägenhet och letade överallt och återupptog förföljelserna i grannarnas hus, och, eftersom de inte kunde få honom själv meddelade de hans familj att om han återvände till sitt hem skulle han slaktas.”
Följden blev att Vaublanc den 9 augusti bad att ”federalisterna” och ”marseljäserna” skulle uteslutas från parlamentet. En majoritet i parlamentet röstade mot förslaget.
Samma månad, talade han också mot återinförandet av pass och stödde Stanislas Gerardine (före detta elev till Rousseau) förslag. En skandal uppstod i parlamentet när han sade att ogenomtänkta beslut kunde förvandla Frankrike till ett ”kloster där du bara känner till friheten till namnet”.